# Beatyfikowani i kanonizowani przez Klemensa VIII
Beatyfikowani i kanonizowani przez Klemensa VIII – święci i błogosławieni wyniesieni na ołtarze w czasie pontyfikatu Klemensa VIII.

## 1594
17 kwietnia
- Św. Jacek Odrowąż

18 października
- Św. Julian z Cuenca

## 1598
- Św. Sylwester Gozzolini (wpis do martyrologium)

## 1601
- Św. Rajmund z Penyafort

19 czerwca
- Bł. Jan z Sahagún

## 1602
- Bł. Karol Boromeusz

7 listopada
- Św. Kazimierz